# Сервий Корнелий Малугиненсис Кос
 Тази статия е за римския консул от 485 пр.н.е..  За консулския военен трибун вижте Сервий Корнелий Малугиненсис.  
Сервий Корнелий Малугиненсис Кос (на латински: Servius Cornelius Maluginensis (Cossus)) e римски сенатор, политик и военен.
Сервий Кос е първият известен представител на клон Малугиненсис от фамилията Корнелии. През 485 пр.н.е. той е консул заедно с Квинт Фабий Вибулан. Води война срещу волските и еквите. По това време е пропадането на Спурий Касий Вецелин. Братята на Квинт, Кезо Фабий и Луций Валерий са квестори през тази година и водят процес за предателство против Касий. След процеса Касий е екзекутиран.